# Nombre d'équilibre de l'endosperme
 (octobre 2024).
Si vous disposez d'ouvrages ou d'articles de référence ou si vous connaissez des sites web de qualité traitant du thème abordé ici, merci de compléter l'article en donnant les références utiles à sa vérifiabilité et en les liant à la section « Notes et références ».
Le nombre d'équilibre de l'endosperme ou EBN (acronyme de Endosperm balance number) est une notion développée au début des années 1980 (Johnston et al, 1980) dans l'étude des espèces de Solanum tubéreuses (pommes de terre sauvages), pour caractériser le génome des différentes espèces. Ce nombre, variant de 1 à 4, est déterminé empiriquement par des croisements avec des espèces de référence. Il permet de prévoir les hybridations inter- ou intra-spécifiques effectivement possibles et peut être considéré comme la ploïdie effective, indépendamment de la ploïdie réelle. Les croisements possibles sont ceux réalisés entre espèces ayant le même EBN.
Lors de la double fécondation qui caractérise les angiospermes, un des deux noyaux haploïdes du gamète mâle féconde la cellule polaire diploïde du gamétophyte femelle pour donner naissance à l'albumen (ou endosperme), tissu nutritif indispensable au développement de l'embryon. Le génome de ce tissu triploïde se caractérise par un ratio maternel/paternel égal à 2:1 qui est normalement assuré lorsque les parents ont un niveau de ploïdie identique.  
On a constaté cependant, dans le cadre du pool génique de la pomme de terre, qui comprend des espèces de différents niveaux de ploïdie (allant de 2 à 6), que certains croisements n'étaient pas compatibles entre espèces de même niveau de ploïdie, par exemple entre Solanum tuberosum et Solanum acaule, tous deux tétraploïdes, tandis que des croisements entre espèces de niveaux de ploïdie différents étaient viables, par exemple entre Solanum tuberosum (tétraploïde) et Solanum demissum (hexaploïde), ou entre Solanum acaule (tétraploïde) et Solanum phureja (diploïde).
Dans ces exemple, les croisements viables correspondent à un ratio 2:1 des EBN maternel et paternel dans l'endosperme, qui est obtenu lorsque les gamètes mâle et femelle ont le même EBN. 
En pratique les espèces dont l'EBN a été déterminé sont classées de la manière suivante :
- espèces diploïdes    (2n = 2x) : EBN = 1 ou 2,
- espèces tétraploïdes (2n = 4x) : EBN = 2 ou 4,
- espèces hexaploïdes  (2n = 6x) : EBN = 4.

Lorsque deux espèces ont un EBN différent, les croisements naturels sont impossibles. Toutefois différentes techniques telles que la production de dihaploïdes ou la polyploïdisation, ainsi que la production de gamètes non réduits (gamètes 2n), phénomène qui peut se produire naturellement, permettent de vaincre cette barrière. C'est un phénomène rare. 